# Lycoteuthis
Lycoteuthis is een geslacht van inktvissen uit de familie van de Lycoteuthidae.

## Soorten
- Lycoteuthis lorigera (Steenstrup, 1875)
- Lycoteuthis springeri (Voss, 1956)

### Synoniemen
- Lycoteuthis diadema Chun, 1900 => Lycoteuthis lorigera (Steenstrup, 1875)
- Lycoteuthis jattai Pfeffer, 1900 => Lycoteuthis lorigera (Steenstrup, 1875)